# Cuxhaven (distrito)
Cuxhaven é um distrito (Kreis ou Landkreis) da Alemanha localizado no estado de Baixa Saxônia.

## Cidades e municípios
| Cidades                                                                         | Samtgemeinden | Samtgemeinden | Samtgemeinden |
| ------------------------------------------------------------------------------- | --- | --- | --- |
| 1. Cuxhaven 2. Langen Municípios (livres) 1. Loxstedt 2. Nordholz 3. Schiffdorf | - 1. Am Dobrock 1. Belum 2. Bülkau 3. Cadenberge¹ 4. Geversdorf 5. Neuhaus (Oste) 6. Oberndorf 7. Wingst - 2. Bederkesa 1. Bad Bederkesa¹ 2. Drangstedt 3. Elmlohe 4. Flögeln 5. Köhlen 6. Kührstedt 7. Lintig 8. Ringstedt - 3. Beverstedt 1. Appeln 2. Beverstedt¹ 3. Bokel 4. Frelsdorf 5. Heerstedt 6. Hollen 7. Kirchwistedt 8. Lunestedt 9. Stubben | - 4. Börde Lamstedt 1. Armstorf 2. Hollnseth 3. Lamstedt¹ 4. Mittelstenahe 5. Stinstedt - 5. Hadeln 1. Neuenkirchen 2. Nordleda 3. Osterbruch 4. Otterndorf1, 2 - 6. Hagen 1. Bramstedt 2. Driftsethe 3. Hagen im Bremischen¹ 4. Sandstedt 5. Uthlede 6. Wulsbüttel | - 7. Hemmoor 1. Hechthausen 2. Hemmoor1, 2 3. Osten - 8. Land Wursten 1. Cappel 2. Dorum¹ 3. Midlum 4. Misselwarden 5. Mulsum 6. Padingbüttel 7. Wremen - 9. Sietland 1. Ihlienworth¹ 2. Odisheim 3. Steinau 4. Wanna |
|                                                                                 | ¹sede do Samtgemeinde; ²cidade | | |